# Maślanka

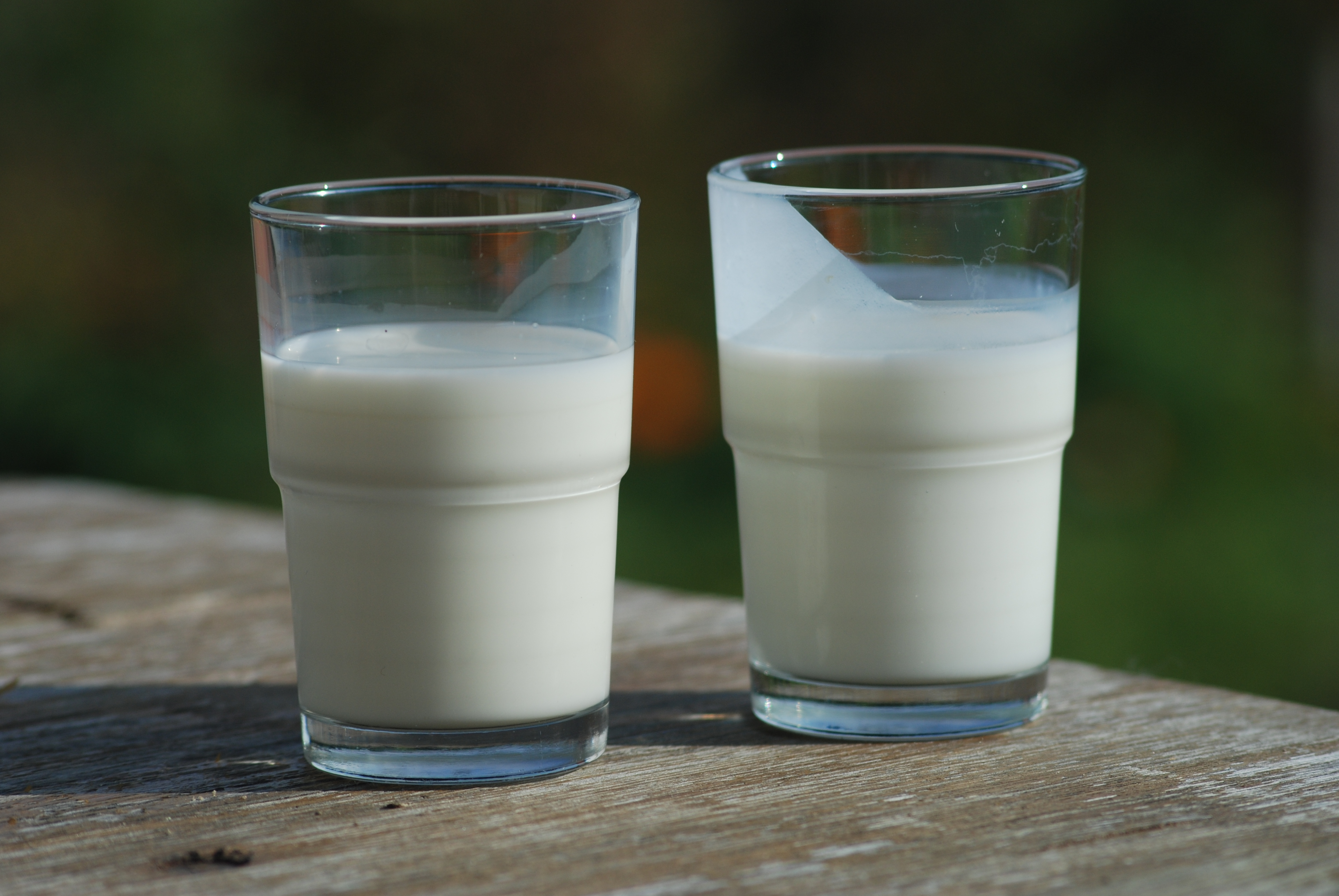
Porównanie mleka (z lewej) i maślanki (z prawej)

Maślanka – fermentowany napój mleczny. Dawniej uzyskiwany podczas wytwarzania masła, w procesie oddzielenia się cząsteczek tłuszczu od kwaśnej śmietany. We współczesnym mleczarstwie maślanka produkowana jest ze słodkiej śmietanki.
Maślanka jest produktem lekkostrawnym, pobudzającym wydzielanie żółci i soków trawiennych. Ma orzeźwiający, śmietankowo-orzechowy, lekko kwaśny smak. Dawniej na wsiach, wytwarzane metodami tradycyjnymi maślanka i kefir były jednymi z podstawowych letnich napojów mleczarskich. 
Współcześnie produkowana maślanka powstaje ze zmaślanej śmietanki pasteryzowanej, poddanej fermentacji za pomocą zakwasu z czystych kultur maślarskich. Produkowane są maślanki smakowe – z dodatkiem soków lub przecierów owocowych. Obecnie, ze względu na brak regulacji prawnych, nazwą "maślanka" określa się również mieszaninę maślanki, mleka w proszku, serwatki oraz różnych innych dodatków.

## Skład chemiczny i wartość odżywcza
Wartości orientacyjne, mogące się różnić w zależności od konkretnego produktu:
- woda – 91%
- tłuszcz – 0,5%
- białko – 3,1%
- laktoza – 4,0%
- związki nieorganiczne – 0,7%
- kwas mlekowy – 0,6%.